# 巴林杰陨石坑
35°01′37.17″N 111°01′20.62″W / 35.0269917°N 111.0223944°W

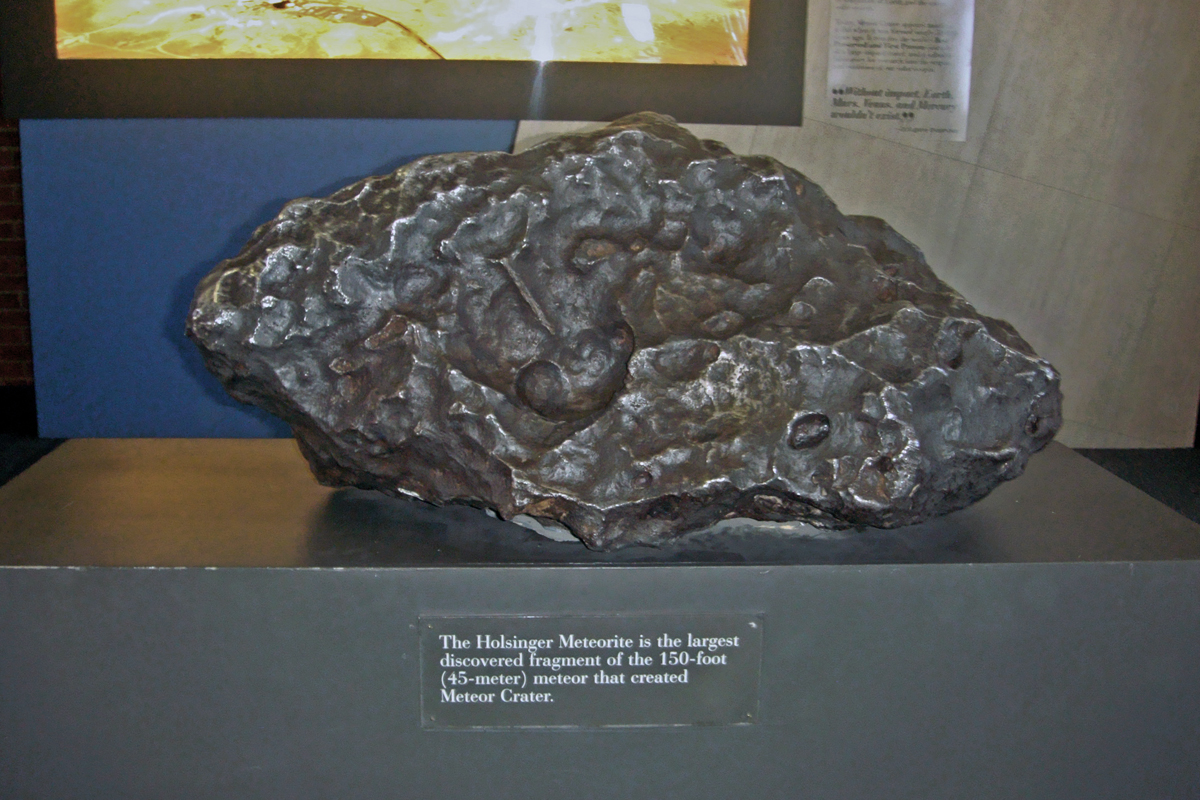
霍勒辛格隕石是巴林傑隕石坑周圍尋獲的最大隕石碎片，現存於隕石坑旁的遊客中心內。

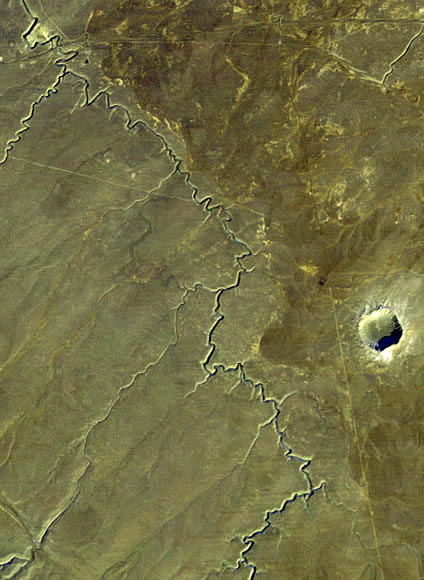
巴林傑隕石坑衛星影像。代亞布羅峽谷（旱谷）位於西方（影像中左方）。隕石命名由來的鬼鎮代亞布羅峽谷鎮位於峽谷北方，未被攝入影像內。

巴林傑隕石坑（英語：Barringer Crater或Meteor Crater）位於美國亞利桑那州北部的沙漠中，旗桿市東方約69公里處，接近溫斯洛，因保存完好而頗具知名度。因為美國內政部通常會以距離某天然地標最近的郵局名稱為該地命名，而最近的郵局名稱是「Meteor」，美國內政部將它命名為「Meteor Crater」。巴林傑隕石坑起初被命名為「代亞布羅峽谷隕石坑」（Canyon Diablo Crater），而造成該隕石坑的隕石殘骸被命名為代亞布羅峽谷隕石。科學家則將它稱為「Barringer Crater」作為對首位提出成因是隕石撞擊的科學家丹尼尔·巴林杰的尊敬。該撞擊坑是巴林傑家族的私人公司巴林傑隕石坑公司的財產，而該公司稱巴林傑隕石坑是「地球上最著名，保存最完好的隕石坑」。
儘管巴林傑隕石坑在地質學研究上极具重要性，但它並沒有被列為聯邦政府管轄的國家紀念區予以保護。1967年11月該地被列為美國國家自然地標。
隕石坑位在海拔1740公尺的高原上，直徑1200公尺，深達170公尺，周圍圍繞著45公尺高的隆起地形。巴林傑隕石坑的基岩上方已經被厚達210到240公尺的礫石層覆蓋。巴林傑隕石坑最引人注意的是它的接近方型外觀，一般相信是因為受到撞擊地點在撞擊前就存在的地層中節理影響。

## 成因
據信巴林傑隕石坑是在約50000年前的更新世，當時科羅拉多高原的氣候遠比今日冷而潮濕，是散布著數個小規模森林的廣大草原，並且有真猛獁象和地懶棲息。一般相信當時的科羅拉多高原並無人類居住，美洲早期居民的最早考古紀錄遠晚於巴林傑隕石坑形成年代。
根據推測，形成巴林傑隕石坑的隕石是一顆直徑50公尺左右的鎳鐵質隕石，而撞擊速度至少達到每秒數公里。隕石撞擊所釋放的能量相當於一千萬噸黃色炸藥。撞擊時的速度各家推論不一，最早的模擬認為撞擊速度達到每秒20公里，但近年的研究認為撞擊速度應是較慢的每秒12.8公里。一般相信大約一半的隕石體在撞擊前就已在大氣層中氣化。
隕石本身在撞擊時大部分被氣化，只有極少數隕石碎片散布在隕石坑周圍。

## 發現與調查

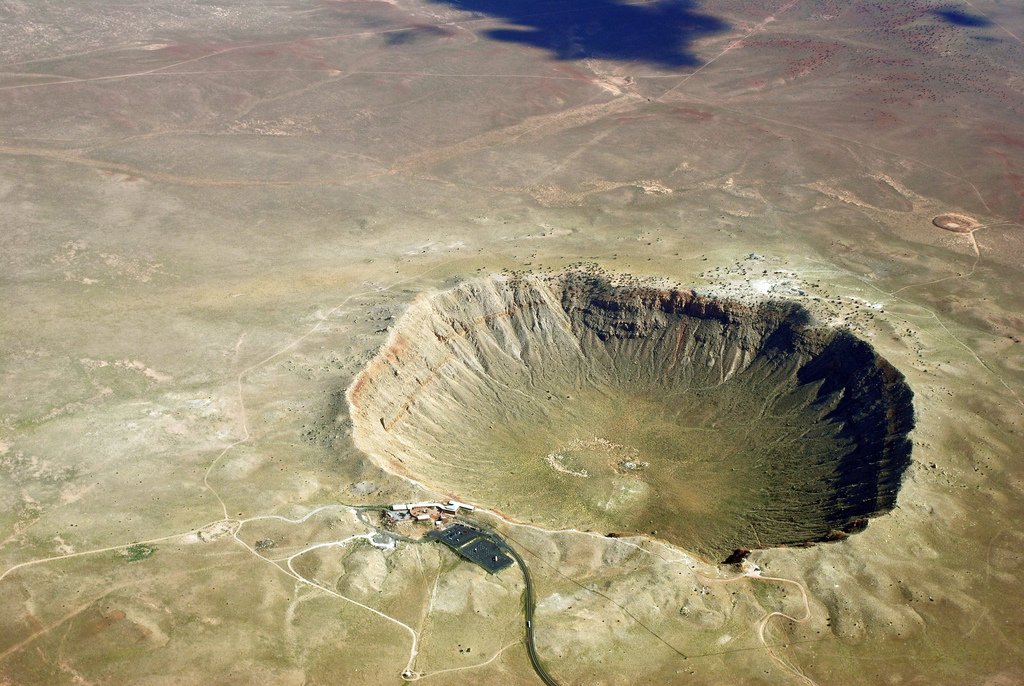
2010年9月的巴林傑隕石坑航照影像。

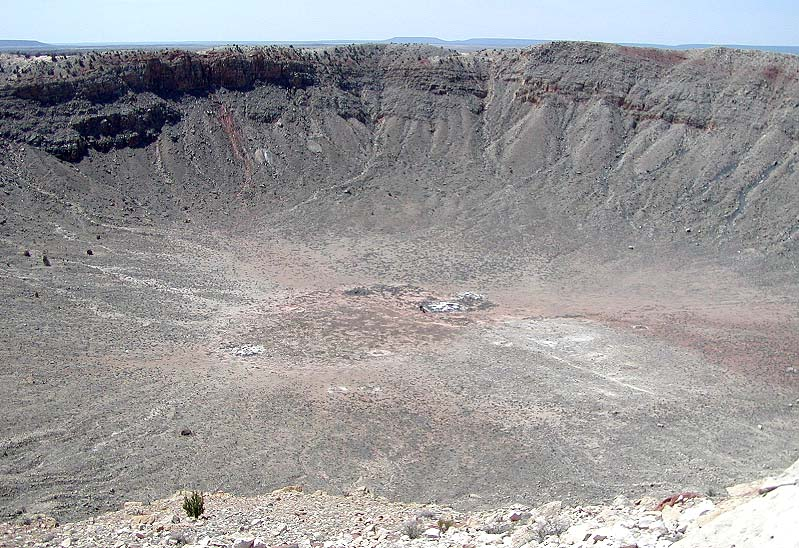
在巴林傑隕石坑環北半部望向坑內。在遠方環南半部鐵鏽色區域是1929年最後的隕石開採區域，該區域當時被認為有大塊的隕石存在。隕石坑環南半部周圍的岩石都被抬升。

巴林傑隕石坑在19世紀被來自歐洲的移民者發現以後，引起了科學家的關注。最早該隕石坑是以距離最近的聚落，即位於西北方12公里，現在是鬼鎮的代亞布羅峽谷鎮命名。一開始認為它是因為火山活動而形成，這並不是一個不合理的假設，因為聖佛蘭西斯科火山區（San Francisco volcanic field）在它的西方只有64公里處。

### 格羅夫·卡爾·吉爾伯特
1891年美國地質調查局的首席地質學家格羅夫·卡爾·吉爾伯特調查了巴林傑隕石坑，他的結論是因為火山蒸氣爆發而形成。吉爾伯特假設如果它是因為隕石撞擊而形成，將會有大量的隕石物質散布在隕石坑環周圍。他也假設有大型隕石埋藏在隕石坑下方，造成巨大的磁場異常。吉爾伯特的計算認為撞擊的隕石體積和周圍隕石碎片體積應該接近相等，所以假設的撞擊物大部分的質量消失了，而且沒有造成磁場異常。吉爾伯特表示在撞擊坑環周圍發現隕石碎片是巧合，並且在1895年中進行了一系列的演講以闡述他的結論。1892年時吉爾伯特則是提出月球上的環形山是隕石撞擊，而非火山活動而形成的第一人。

### 丹尼尔·巴林杰

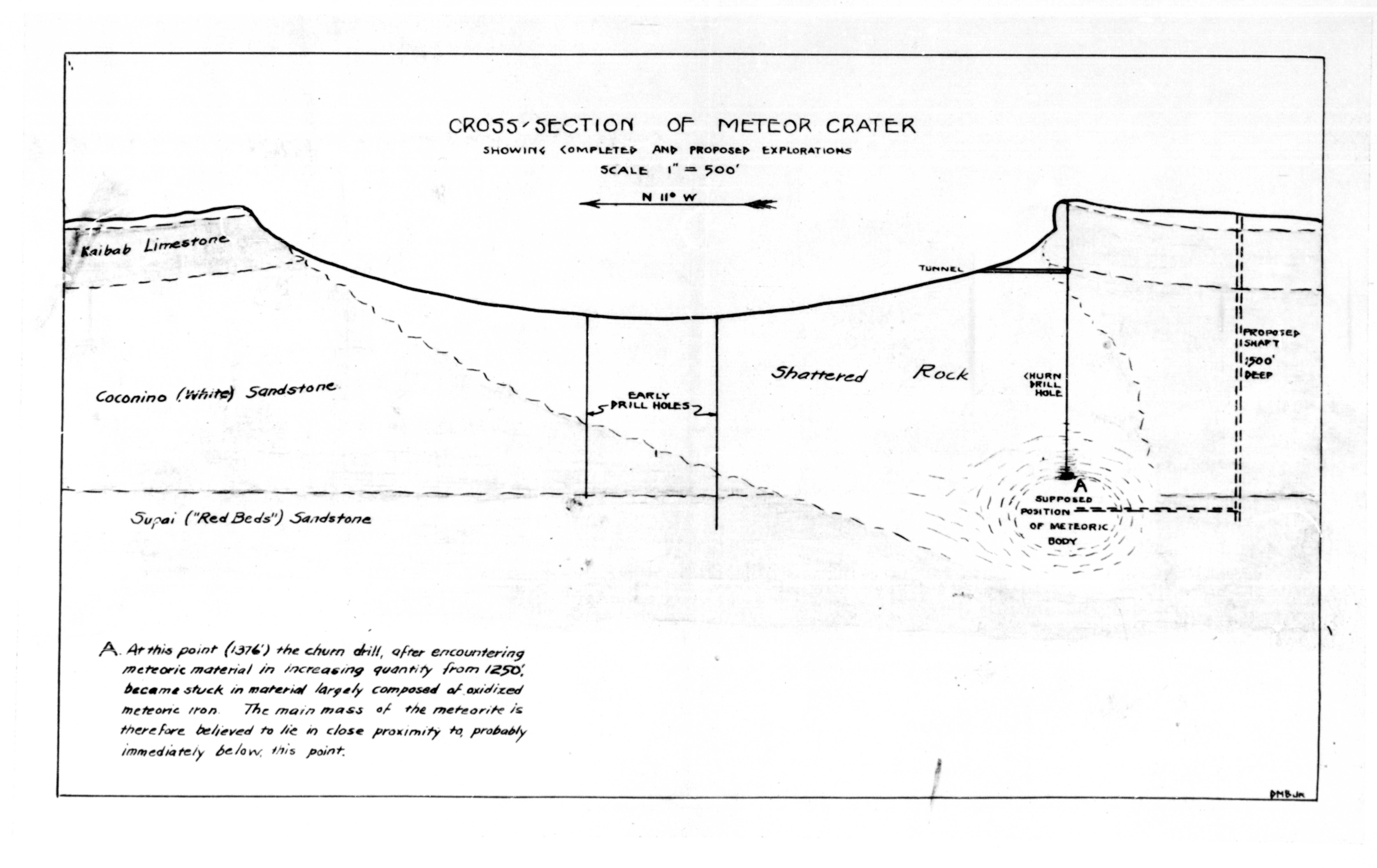
巴林傑計畫開採隕石鐵時使用的地質剖面圖。

1903年，採礦工程師出身的企業家丹尼尔·巴林杰認為巴林傑隕石坑是因為一顆巨大的鐵質隕石撞擊而形成。巴林傑的公司標準鋼鐵公司因此要求對當地擁有採礦權，並獲得了當時的美國總統西奥多·罗斯福簽發的公地持有證。自1903年起巴林傑的公司獲得了自隕石坑中心算起2.6平方公里的土地。而巴林傑擁有的土地則從中心為起點被分成四個象限，從西北方順時針方向分別命名為金星、火星、木星和土星。1906年西奥多·罗斯福准許在附近建立一個名稱是「Meteor」的新郵局（在這之前最近的郵局是位在48公里以外的溫斯洛）。
標準鋼鐵公司在1903到1905年間對巴林傑隕石坑進行研究，結論是它是由隕石撞擊形成的。巴林傑和他的夥伴，數學家和物理學家班傑明·丘·提爾曼於1906年向美國地質調查局發表了巴林傑隕石坑形成的撞擊理論相關證據第一篇論文。該篇論文被發表在《費城自然科學學院會議記錄》（Proceedings of the Academy of Natural Sciences of Philadelphia）。
巴林傑的觀點受到了質疑，當時的人並不願意承認隕石在地球地質中所扮演的角色。巴林傑堅持他的理論，並開始尋找能支持他的理論的隕石。來自歐洲的移民首次發現該隕石坑時，隕石坑周圍的平原被總重量大約30公噸的大型氧化鐵質隕石碎片覆蓋，因此巴林傑相信撞擊的隕石有很大一部分仍存在於坑底之下。但在巴林傑那個撞擊物理知識相當貧乏的年代，他並不知道隕石在撞擊時大部分都被氣化。他花了27年時間嘗試尋找大量的隕石鐵儲存區，並鑽探了一座深度419公尺的井，但並未找到大量鐵存在。
巴林傑於1894年投資位於亞利桑那州科奇斯縣皮爾斯附近的銀礦，並獲利1500萬美金。而巴林傑對於開採巴林傑隕石坑的鐵礦有極大的野心，他推測產生如此巨大的隕石坑必須要由質量大約1億公噸的隕石撞擊，最近的估算則只有30萬公噸，只有巴林傑預測的千分之三。在隕石坑找到的鐵礦在當時每公噸價格125美金，因此他認為自己正尋找一個價值相信超過10億美金的礦脈（1903年幣值）。
儘管在20世紀初經過巴林傑的發現，直到1950年代行星科學這一領域發展成熟，並且對隕石坑形成機制有更多了解以前，巴林傑的觀點仍長期受到其他地質學家質疑。隕石坑研究的早期推動者赫爾曼·勒羅伊·費爾柴德（Herman Leroy Fairchild）教授於1930年在《科學》期刊發表了一篇以巴林傑隕石坑為例子的隕石坑研究論文。

### 尤金·舒梅克

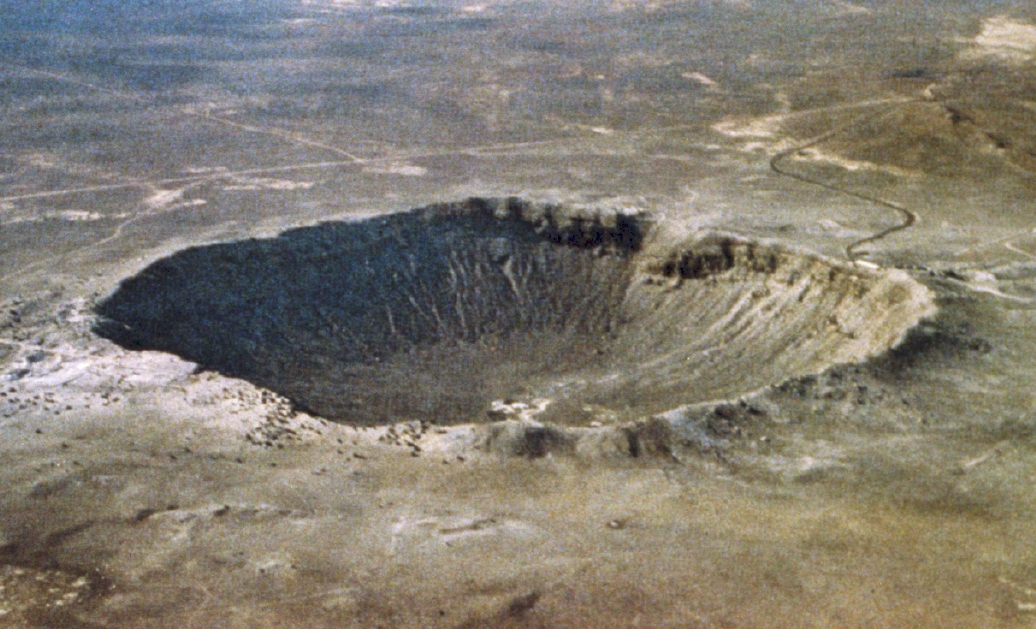
巴林傑隕石坑另一側航空影像

1960年，尤金·舒梅克的研究確認了巴林傑的假設是正確的。而關鍵性的發現就是在巴林傑隕石坑旁發現了相當少見的二氧化矽礦物斯石英和柯石英。這兩種礦物只會形成於含石英的岩石受到瞬間巨大壓力時才會形成，無法在火山活動的環境下形成，目前只知道在撞擊事件和核試驗的環境下才能形成。
舒梅克的發現被認為是首次確認外來天體曾經撞擊地球表面。這之後在世界各地發現了多個隕石坑，不過巴林傑隕石坑因為它的大小、年代較近和缺乏植被，在視覺上仍然讓人印象深刻。

## 地質
形成巴林傑隕石坑的該次撞擊造成當地地層翻轉，因此緊接在隕石坑環外圍的地層堆疊位置與正常位置是倒反的。而該次撞擊使撞擊坑邊緣以外1到2公里的地層全數翻轉。具體而言，從隕石坑外圍開始攀登時發現以下地層：
- 可可尼諾砂岩（Coconino Sandstone，形成於2.65億年前的砂岩，最接近隕石坑環頂部）
- 托洛維組（Toroweap Formation，石灰岩，形成於2.55億年前）
- 凱巴布組（Kaibab Formation，形成於2.5億年前的白雲岩）
- 孟科匹組（Moenkopi Formation，於2億年前形成的泥岩，最接近隕石坑環外圍的底部）

## 巴林傑隕石坑現況

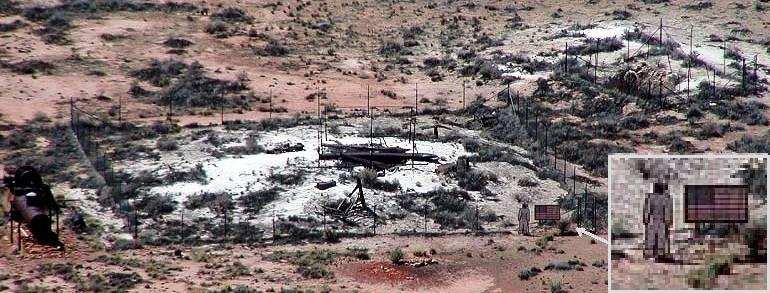
巴林傑隕石坑底部的舊礦井特寫鏡頭。請注意太空人立牌和圍欄上的美國國旗（右下），點選影像可看大圖。

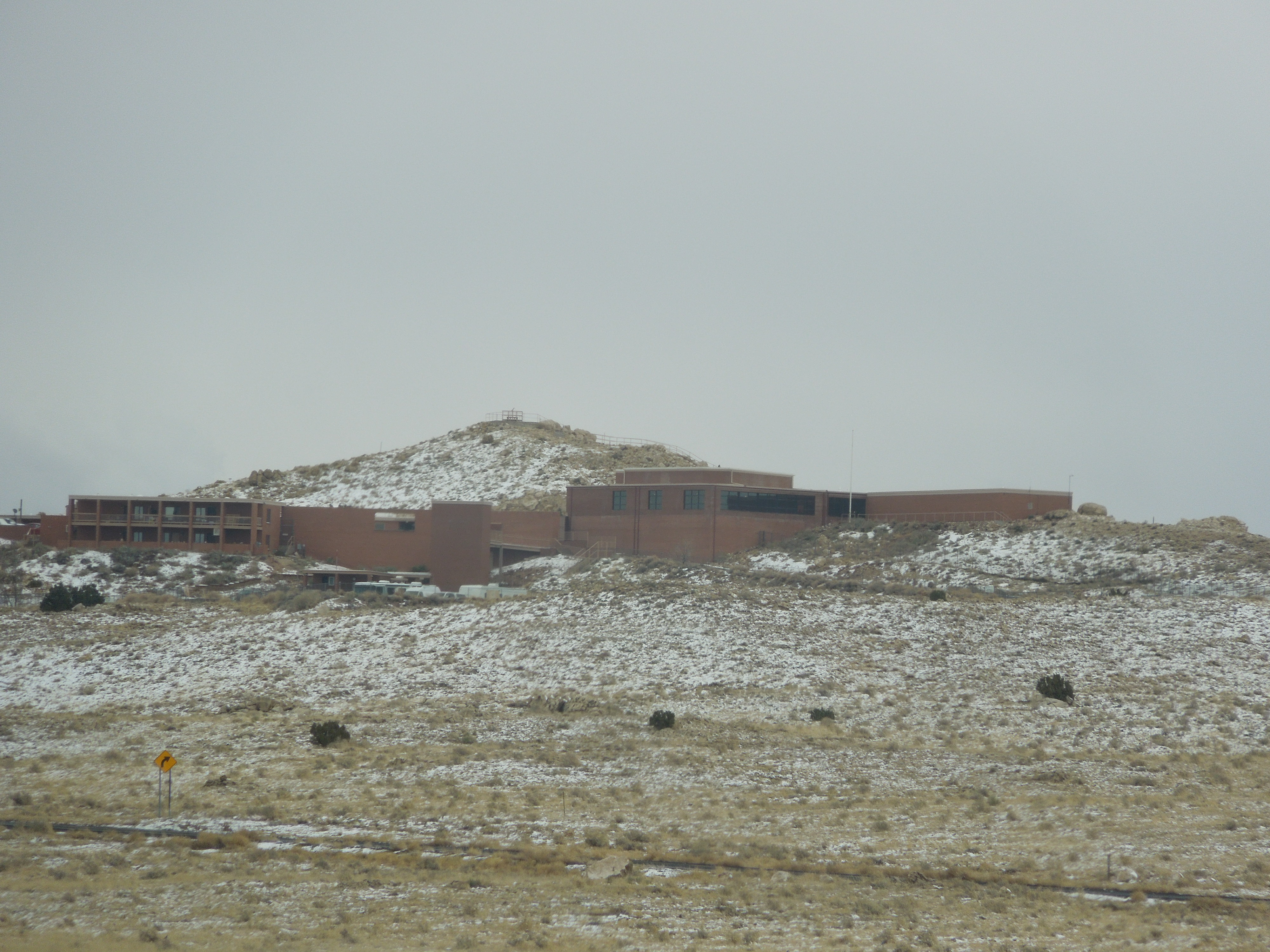
巴林傑隕石坑遊客中心。

今日的巴林傑隕石坑是一個熱門的旅遊景點，擁有該隕石坑的巴林傑家族向到訪的遊客收取入場費。位於隕石坑環北半部分的遊客中心設有互動展示品以展覽關於隕石、小行星、太空、太陽系與彗星。當地還設有美國太空人名人牆，以及一個阿波羅計畫的指揮艙測試模組，以及在當地找到的一個重量637公斤的隕石，並可觸摸在當地的隕石標本。當地一開始是以行星地質學博物館為人所知，而遊客中心還設有電影院、禮品店和在隕石坑環內的觀景區。並且在當地每日都有旅遊導覽。

### 近年歷史

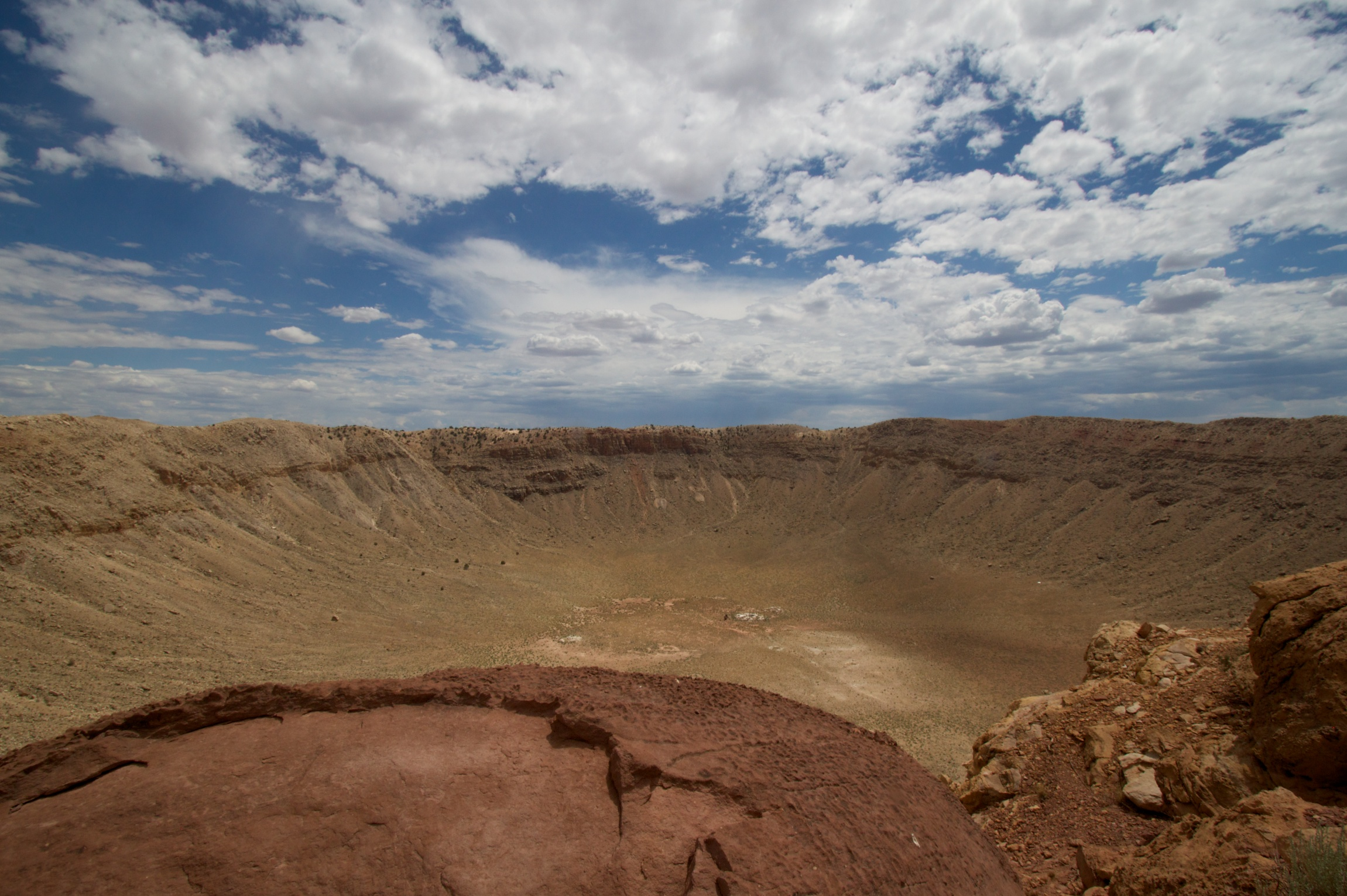
2010年的巴林傑隕石坑

- 1960年代 NASA 在巴林傑隕石坑訓練準備執行登陸月球的阿波罗计划的太空人[26]。
- 1964年8月8日，兩名塞斯纳150飛機駕駛員低空飛過巴林傑隕石坑，在穿過隕石坑環時飛行員無法維持飛機平飛。這兩名飛行員嘗試以盤旋方式增加速度以爬升通過隕石坑環，但飛機失速，最後墜毀起火。各報導普遍認為是因為飛機燃料用盡，但並非如此。這兩名飛行員雖嚴重受傷，但最終倖存[27]。少許的飛機殘骸並未被移動，並且至今仍然可見[28]。
- 2006年執行的 METCRAX（METeor CRAter eXperiment）計畫則對巴林傑隕石坑的「日間盆地內逆溫層上升與下降或冷空氣區以及相關物理、動力學過程在隕石坑結構與形態演變的關聯」 [29][30]。

形成巴林傑隕石坑的隕石與2013年俄罗斯乌拉尔陨石雨、霍巴隕鐵體積比較。

## 外部連結
- Barringer Crater official site （页面存档备份，存于）
- Meteor Crater Visitor Center （页面存档备份，存于） – official site
- USGS Meteor Crater Sample Collection （页面存档备份，存于） – historical documents, interactive map and sample requests
- Impact Meteor Crater Viewer （页面存档备份，存于） Google Maps Page with Locations of Meteor Craters around the world
- CNN: New computer analysis （页面存档备份，存于） shows that the meteor may have been traveling more slowly than previously thought
- Computer generated movie based on satellite imagery and topography data
- Aerial Exploration of the Barringer Structure
- Herman Leroy Fairchild: An Early Promoter and Defender of Meteorite Impact Cratering （页面存档备份，存于） – includes details of early investigations into Meteor Crater
- National Natural Landmarks Program: Barringer Meteor Crater （页面存档备份，存于）
- 3 Dimensional stereoscopic image pair of the Barringer Crater by Volkan Yuksel (arranged for crossed-eye viewing technique)
- Guidebook to the Geology of Barringer Meteorite Crater, Arizona (a.k.a. Meteor Crater) （页面存档备份，存于）
- "Mine Shaft is Sunk to Solve Meteor Mystery" （页面存档备份，存于） Popular Mechanics, January 1930
- Google Maps （页面存档备份，存于）